# Accord (grammaire)
Pour les articles homonymes, voir Accord.
 (septembre 2008).
Si vous disposez d'ouvrages ou d'articles de référence ou si vous connaissez des sites web de qualité traitant du thème abordé ici, merci de compléter l'article en donnant les références utiles à sa vérifiabilité et en les liant à la section « Notes et références ».
La notion d'accord désigne en grammaire le fait que des mots partagent certains traits syntactico-sémantiques dès lors qu'ils entrent dans certaines relations syntaxiques ou discursives. Ces traits se manifestent notamment dans le choix de la forme des mots au sein des paradigmes flexionnels de chaque lemme concerné par l'accord. 

## Généralités
La description de la notion d'accord peut se faire de plusieurs façons. Une description traditionnelle de l'accord consiste à considérer que le ou les traits concernés se diffusent depuis un mot vers les autres mots qui s'accordent selon ces traits. Une autre approche consiste à voir dans l'accord la satisfaction de contraintes sémantiques liées au fait que les mots concernés décrivent partiellement le même objet linguistique sous-jacent, sans directionnalité particulière,. 
Les traits qui peuvent être concernés par des phénomènes d'accord sont très variables suivant les langues et peuvent inclure par exemple :
- genre
- nombre
- personne
- cas
- Détermination

### Approche dérivationnelle
On considère souvent que le phénomène fonctionne par diffusion d'un trait d'un mot à un autre, de façon directionelle :
Dans cette description, un mot variable (appelé le receveur d'accord) reçoit d'un autre mot (appelé le donneur d'accord) des marques morphologiques correspondant au trait grammatical concerné. Par exemple le genre et le nombre en français, tel qu'illustré par l'exemple suivant :
Une petite fille. Des enfants sages. Le soleil brille. Nous sommes fatiguées.
Les mots « fille », « enfants », « soleil » et « nous » sont donneurs d'accord pour les autres mots.

#### Le donneur d'accord
Le donneur d'accord est généralement un nom ou un pronom.
- Lorsqu'il s'agit d'un syntagme ne possédant aucune des trois marques, l'accord se fait au masculin, au singulier et à la troisième personne :

Traverser une voie ferrée aussi fréquentée est toujours dangereux.
Le syntagme « Traverser une voie ferrée aussi fréquentée » est donneur neutre ; le verbe « est » est un receveur à la troisième personne du singulier. L'adjectif « dangereux » est un receveur masculin singulier ; l'adverbe « toujours », invariable, n'est ni donneur, ni receveur.
- Un donneur peut ne pas porter explicitement les marques flexionnelles ; il transmet néanmoins celles-ci au receveur :

Toi qui pars en voyage, n'oublie pas ton passeport.
Le pronom « toi » est donneur de la deuxième personne du singulier. Le pronom relatif « qui » est le receveur, non marqué. À son tour, ce pronom relatif devient donneur vis-à-vis du verbe « pars », dont il est le sujet. Ce verbe reçoit donc la marque de la deuxième personne du singulier (terminaison : -s).

#### Le receveur d'accord
Le receveur d'accord peut être :
- un déterminant ;
- un adjectif qualificatif ;
- un verbe (un verbe conjugué, comme le participe passé, ou encore un auxiliaire dans le cas des temps composés) ;
- un pronom (principalement personnel ou relatif).

## Par langues
Les langues peuvent ne pas avoir l’accord conventionnel du tout (japonais), presque aucun accord (anglais), une quantité modeste des cas de l’accord (dans la langue française parlée), une quantité modérée (grec ou latin) ou une grande quantité (swahili).

### Arabe
En arabe, les adjectifs s'accordent en genre et en nombre avec les noms. Ils s'accordent également en détermination lorsqu'ils font partie d'un syntagme nominal déterminé.
Les verbes s'accordent également en genre, et dans certains cas en nombre et en personne.

### Français

#### Accord des verbes

##### Avec des noms collectifs
Les noms tels que foule, multitude, infinité, troupe, bataillon, compagnie, masse, majorité et les approximatifs tels que dizaine, douzaine, vingtaine, centaine sont au singulier, mais désignent une multitude d'entités.
- Lorsqu'ils sont utilisés seuls, l'accord est au singulier :

La foule en liesse est unanime.
- Lorsqu'ils sont déterminés par un nom au pluriel, le verbe peut être accordé indifféremment au singulier ou au pluriel[citation nécessaire] :

Une foule d'émeutiers a pris (ont pris) le contrôle du bâtiment.
On appelle cela la syllepse de nombre.

##### Avec des titres d'œuvres
Les « Pensées » de Pascal sont agréables à lire.
« Les Enfants du Paradis » est un bon film.